# الدوري الإندونيسي الممتاز 2014
الدوري الإندونيسي الممتاز 2014 (بالإندونيسية: Divisi Utama Liga Indonesia 2014)‏ هو موسم من الدوري الإندونيسي الممتاز ‏. فاز فيه نادي بورنيو.